# Ружа Томашич
Ружа Томашич (хорв. Ruža Tomašić; нар. 10 травня 1958, Младошевиця, громада Маглай) — хорватський громадський і політичний діяч, депутат Європарламенту.

## Життєпис
Томашич народилася недалеко від міста Маглай у Боснії та Герцеговині. Вона виросла у великій сім'ї, у віці 15 років емігрувала до Канади. Вона отримала освіту у Коледжі поліції Онтаріо, який закінчила у 1981 році. Томашич служила у канадській поліції у Торонто та Ванкувері, займаючись, серед іншого, боротьбою зі злочинністю серед неповнолітніх та незаконним обігом наркотиків.
У 1990 році вона повернулася до Хорватії на запрошення президента Франьо Туджмана, займалась захистом високих державних чиновників. У 1992 році у неї був діагностований рак, вона переїхала на лікування до Канади.
У 1998 році вона приїхала на постійне проживання до Хорватії, брала активну участь у діяльності націоналістичної Хорватської партії права, була заступником її лідера. На виборах у 2003 році вона отримала мандат члена Сабору. У 2009 році вона залишила HSP і заснувала свою праву партію — Хорватську партію права д-ра Анте Старчевича.